# Álvaro Rodrigues de Lima
Álvaro Rodrigues de Lima (1340 -?) foi um nobre medieval nascido em Galiza. Recebeu na cidade de Santarém no dia 3 de julho de 1370 das mãos do rei D. Fernando I de Portugal uma doação das terras de Sande, das Terras de Entre Dona e Deva, do Castelo de Santa Cruz, da Terra de Sobaponte de Truselos, do Castelo e Terra de Selme, da Terra da Lobeira, do Castelo e Paço de Quintela, todas na Galiza, mas esta doação não surtiu efeito pois Álvaro nunca chegou a tomar posse por estar exilado em Portugal.

## Relações familiares
Foi filho de Rui Fernandes de Lima e de Tareja de Andrade filha de Rui Peres de Andrade. Casou com Inês Fernandes de Sotomaior, filha de Fernando Anes de Sotomaior e de Maria Anes da Nóvoa, de quem teve:
- Fernão Anes de Lima casado com Teresa da Silva filha de João Gomes da Silva  e de Margarida Coelho. Foram os pais de Leonel de Lima.
- João Fernandes de Lima;
- Inês de Lima, casada com Rui Sanches de Moscoso;
- Isabel de Lima, casada com João Rodrigues;
- Maria de Lima, casada com Garcia Prego, senhor de Montaos.

Fora do casamento foi pai de:
- Pedro Álvares de Lima.